# Apostolska nunciatura v Nikaragvi
Apostolska nunciatura v Nikaragvi je diplomatsko prestavništvo (veleposlaništvo) Svetega sedeža v Nikaragvi, ki ima sedež v Managui; ustanovljena je bila 30. septembra 1933.
Trenutni apostolski nuncij je Waldemar Stanisław Sommertag.

## Zgodovina
Nunciatura je bila ustanovljena iz dotedanje apostolske nunciature v Srednji Ameriki.

## Seznam apostolskih nuncijev
- Serafino Vannutelli (23. julij 1869 - 10. september 1875)
- Mario Mocenni (14. avgust 1877 - 28. marec 1882)
- Carlo Chiarlo (7. januar 1932 - 3. december 1941)
- Luigi Centoz (3. december 1941 - 1947)
- Liberato Tosti (4. oktober 1948 - 1949)
- Antonio Taffi (9. januar 1950 - 1958)
- Sante Portalupi (29. januar 1959 - 27. september 1967)
- Lorenzo Antonetti (24. februar 1968 - 29. junij 1973)
- Gabriel Montalvo Higuera (14. junij 1974 - 18. marec 1980)
- Andrea Cordero Lanza di Montezemolo (25. oktober 1980 - 1. april 1986)
- Paolo Giglio (4. april 1986 - 25. marec 1995)
- Luigi Travaglino (2. maj 1995 - 2001)
- Jean-Paul Aimé Gobel (31. oktober 2001 - 10. oktober 2007)
- Henryk Józef Nowacki (28. november 2007 - 28. junij 2012)
- Fortunatus Nwachukwu (12. november 2012 - 4. november 2017)
- Waldemar Stanisław Sommertag (15. februar 2018 - danes)